# Théodore Geefs

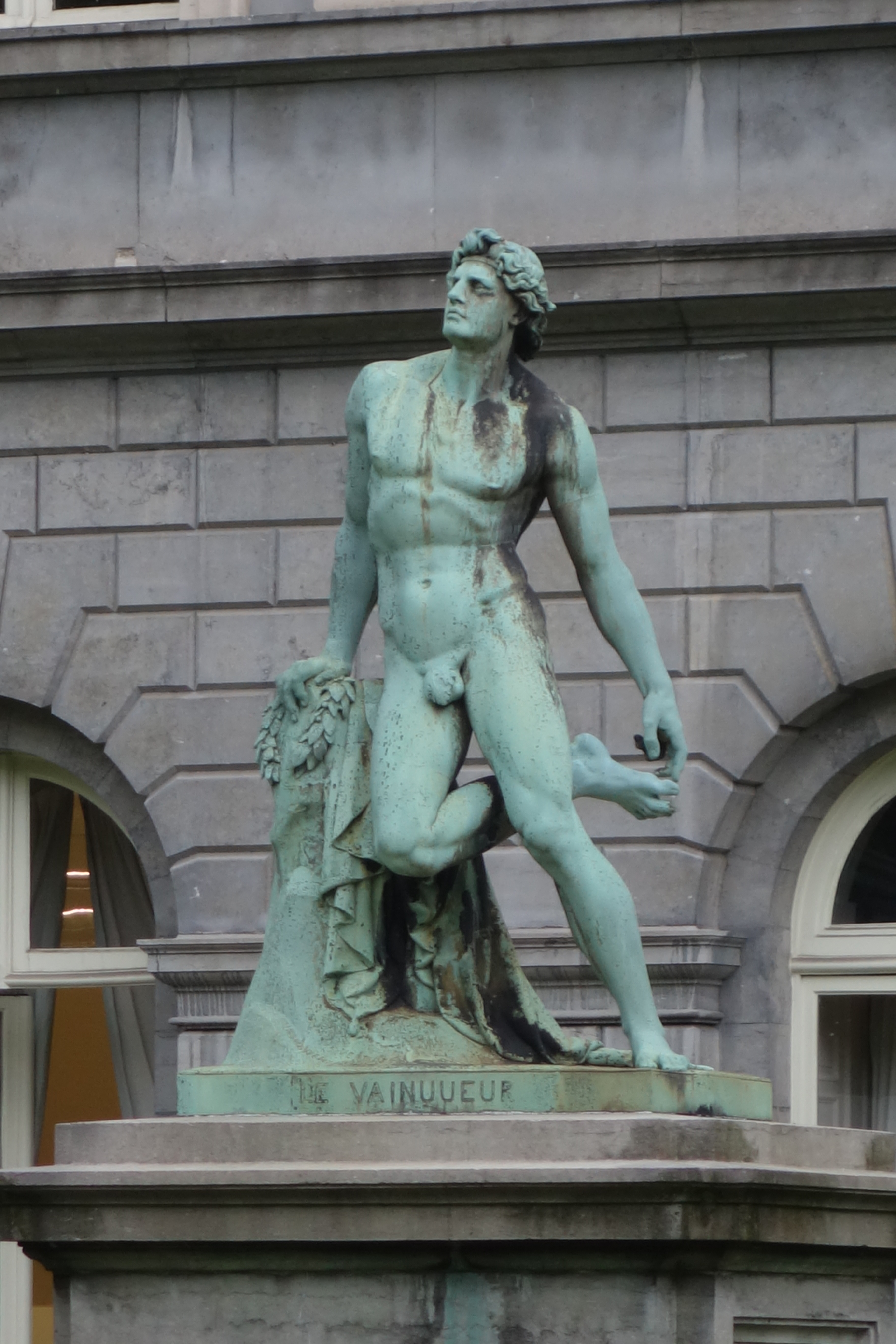
Le Vainqueur (1860), van Jean en Théodore Geefs

Petrus Judocus (Théodore) Geefs (Antwerpen, 15 februari 1827 – Londen, 1 januari 1867) was een Belgisch beeldhouwer.

## Leven en werk
Théodore Geefs, lid van de kunstenaarsfamilie Geefs, was een zoon van bakker Joannes Geefs (1779-1848) en diens tweede echtgenote Dymphna Vermeulen (1788-1843). Hij volgde opleidingen aan de Koninklijke Academie voor Schone Kunsten van Antwerpen en de Academie van Brussel, waar hij beide een eerste prijs behaalde. Net als zijn broers Willem, Jozef, Aloys, Jean, Charles en Alexandre werd Théodore beeldhouwer. Hij verhuisde naar Londen, waar zijn broer Jean woonde. Hij werkte er voor meerdere beeldhouwers en samen met Jean.
Geefs maakte onder meer bustes, allegorische composities, figuren en standbeelden. Hij nam deel aan de Prix de Rome (1851) en toonde zijn werk onder andere op de Salon van Brussel (1848) en de Salon van Antwerpen (1861).
Théodore Geefs overleed in Londen, op 39-jarige leeftijd.

## Enkele werken
- 1860: Le Vainqueur, standbeeld in de tuin bij het Academiënpaleis in Brussel. Samen met Jean, het is gesigneerd LES FRERES THEODORE ET JEAN GEEFS F.1860 LONDRES.[5]
- 1862: allegorische beelden van de provincies Luik en Vlaanderen voor de voorzijde van het Station Brussel-Noord aan het Rogierplein in Sint-Joost-ten-Node. De andere provincies werden uitgevoerd door Jean-Joseph Jaquet en Pierre Puyenbroeck. Ook broers Willem en Jozef Geefs maakten werk voor het station.[6]
- Saint Jean préchant la Rédemption

- RKD-Nederlands Instituut voor Kunstgeschiedenis: 331284